# Mohammed Al-Musalami
Mohammed Saleh Ali Al-Musalami (arab. محمد بن صالح المسلمي; ur. 27 kwietnia 1990) – omański piłkarz grający na pozycji środkowego obrońcy. Od 2018 jest zawodnikiem klubu Dhofar Salala.

## Kariera piłkarska
Swoją karierę piłkarską Al-Musalami rozpoczął w klubie Saham Club, w którym w 2009 roku zadebiutował w pierwszej lidze omańskiej. W debiutanckim sezonie zdobył z nim Puchar Omanu. W sezonie 2011/2012 grał w Al-Shabab Seeb, w którym wywalczył wicemistrzostwo Omanu.
W 2012 roku Al-Musalami odszedł do klubu Fanja SC. Wywalczył z nim trzy wicemistrzostwa (2012/2013, 2013/2014, 2014/2015), mistrzostwo (2015/2016) i Puchar Omanu (2013/2014).
W 2016 roku Al-Musalami został zawodnikiem Suwaiq Club. W sezonie 2016/2017 sięgnął z nim po Puchar Omanu, a w kolejnym został mistrzem kraju.
Na początku 2018 roku Al-Musalami przeszedł do Al-Jazira Club ze Zjednoczonych Emiratów Arabskich. Zadebiutował w nim 24 stycznia 2018 w zremisowanym 2:2 domowym meczu z Dibba Al-Fujairah Club. W Al-Jazira spędził pół roku.
Latem 2018 Al-Musalami został piłkarzem klubu Dhofar Salala.

## Kariera reprezentacyjna
W reprezentacji Omanu Al-Musalami zadebiutował 23 lipca 2011 w wygranym 2:0 meczu eliminacji do MŚ 2014 z Mjanmą. W 2015 roku został powołany do kadry na Puchar Azji 2015, a w 2019 na Puchar Azji 2019.